# Guvernorát Kunejtra
Guvernorát Kunejtra (Arabsky: مُحافظة القنيطرة, Muḥāfaẓat Al-Qunayṭrah) je jeden ze čtrnácti syrských guvernorátů (provincií). Nachází na jihozápadě země a hraničí s Libanonem, Izraelem a Jordánskem. Rozloha se udává od 685 do 1861 čtverečních kilometrů (pokud se počítá území anektované Izraelem). Podle dostupných údajů zde žije asi 90 000 lidí (2011). V současné době (2016) je většina území provincie obsazená Izraelem a další velkou část ovládají syrští povstalci. Oficiálně je provinčním městem Kunejtra, která však byla vážně poničena Izraelem během šestidenní a jomkipurské války a od té doby nebyla obnovena. De facto je guvernorát ovládán z města Madinat al-Baas, zvaného také jako Nová Kunejtra.

## Historie
Roku 1967 dobyla v rámci šesidenní války Izraelská armáda Golanské výšiny. Roku 1981 pak Kneset přijal zákon o Golanských výšinách, kterým Golanské výšiny anektoval jako integrální součást Izraele. Většina arabského obyvatelstva, většinou Drúzové si ponechala syrské občanství, ačkoliv si mohli zvolit i izraelské.
Od začátku Syrské občanské války kontrolovali povstalci většinu provincie. Několikrát se pokoušeli o ofenzívu, ale vládní jednotky ji vždy odrazily. B současnosti je guvernorát plně pod kontrolou Assadova režimu. 

## Okresy
Guvernorát je rozdělen na 2 okresy (Manatiq):
- Kunejtra
- Fiq

Tyto okresy jsou dále rozděleny na 6 "podokresů" (Nawahi).